# Секу Койта
Секу Койта (фр. Sekou Koita; нар. 28 листопада 1999, Кіта, Малі) — малійський футболіст, нападник клубу «Ред Булл» та національної збірної Малі.

## Клубна кар'єра
Народився 28 листопада 1999 року. Койта почав грати на батьківщині за місцеві клуби. У 2018 році він підписав контракт з австрійським «Ред Буллом». Для отримання ігрової практики Секу почав виступати за фарм-клуб «Ліферінг». 23 лютого в матчі проти «Блау-Вайсс Лінц» він дебютував у другому дивізіоні країни. На початку 2019 року Койта на правах оренди перейшов у «Вольфсбергер». 23 лютого в матчі проти «Альтаха» він дебютував у австрійській Бундеслізі.

## Виступи за збірні
У 2015 році в складі юнацької збірної Малі Койта виграв юнацький чемпіонат Африки, після чого взяв участь у юнацькому чемпіонаті світу в Чилі. На турнірі він зіграв у семи матчах і забив два голи в поєдинках проти бельгійців і хорватів, а його збірна стала віце-чемпіоном світу.
У 2016 році в складі збірної Малі Койта завоював срібні медалі чемпіонату африканських націй в Руанді. На турнірі він зіграв у шести матчах і у поєдинку проти угандійців Секу забив свій перший гол за національну команду.
З молодіжною збірною Малі до 20 років брав участь у юнацькому чемпіонаті Африки в 2017 та 2019 роках. На другому турнірі Койта зіграв у п'яти матчах і допоміг команді стати чемпіоном Африки. Цей результат дозволив команді поїхати на молодіжний чемпіонат світу 2019 року в Польщі. Там у матчах групового етапу проти Саудівської Аравії та Франції Секу забив по голу, допомігши своїй команді вийти в плей-оф.

## Досягнення
- Чемпіон Африки (U-17): 2015
- Срібний призер юнацького чемпіонату світу: 2015
- Срібний призер Чемпіонату африканських націй: 2016
- Чемпіон Африки (U-20): 2019
- Володар Кубка Австрії: 2019-20, 2020-21, 2021-22
- Чемпіон Австрії: 2019-20, 2020-21, 2021-22, 2022-23
- Володар Кубка Росії: 2024-25
- Володар Суперкубка Росії: 2025